# دنیس شرودر
دنیس مایک شرودر (تلفظ آلمانی: [ˈʃʀø:dɐ]; متولد ۱۵ سپتامبر ۱۹۹۳) یک بسکتبالیست حرفه ای آلمانی است که برای بروکلین نتس در اتحادیه ملی بسکتبال (NBA) بازی می‌کند. او قبلاً برای برانشوایگ و براونشوایگ در آلمان بازی کرده است، قبل از اینکه پنج فصل اول خود را در NBA با آتلانتا هاوکس و دو سال را با اوکلاهما سیتی تاندر گذراند. او تنها مالک تیم شهر خود در آلمان از بوندسلیگا است و از سال ۲۰۱۸ سهامدار اکثریت این تیم بوده است
در سال ۲۰۲۳، او تیم ملی آلمان را به اولین قهرمانی خود در جام جهانی بسکتبال ۲۰۲۳ کمک کرد و به عنوان بهترین جام جهانی انتخاب شد.

## زندگی شخصی

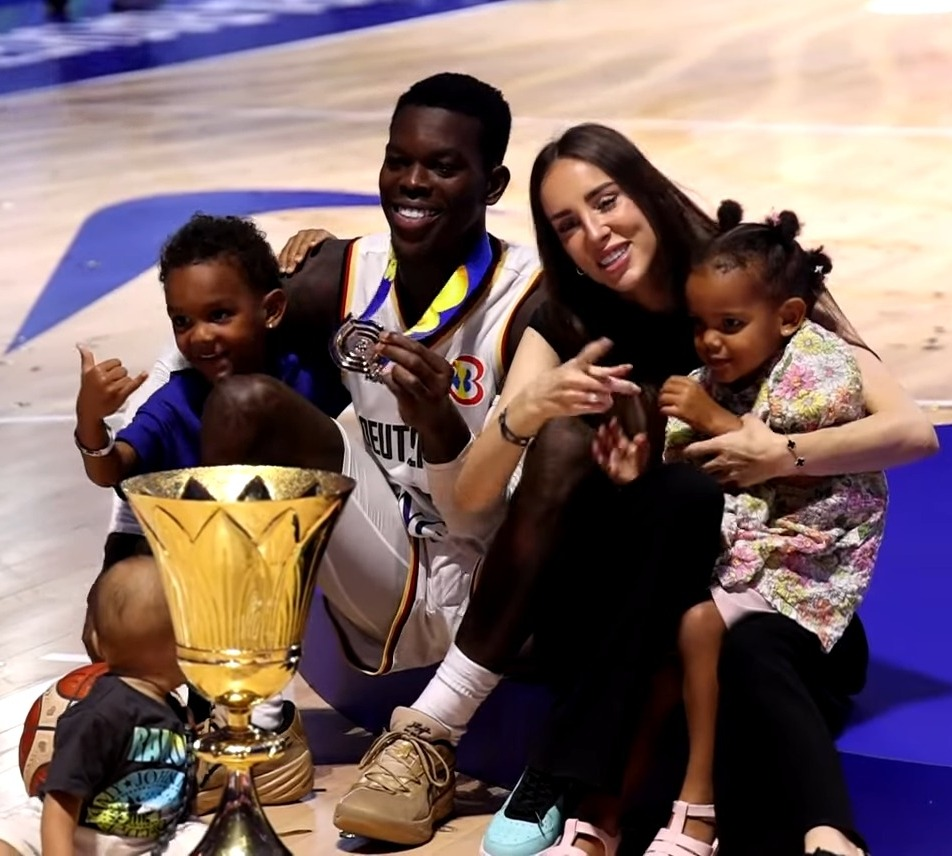
شرودر و خانواده اش

شرودر از پدری آلمانی و مادری گامبیایی است. او اظهار داشت که بعد از فوت پدرش در سال ۲۰۰۹ روی حرفه بسکتبال خود تمرکز کرد شرودر پیراهن شماره ۱۷ را به افتخار پدرش می‌پوشد زیرا شماره مورد علاقه او بود. او و برادرش هر دو به شدت با اسکیت بورد درگیر بودند تا اینکه در ۱۱ سالگی با بسکتبال آشنا شدند شرودر یک خواهر کوچکتر نیز دارد. کارگزار او آدمولا اوکولاجا بازیکن ملی پوش بسکتبال آلمان بود.
شرودر متأهل و دارای سه فرزند است.
شرودر به‌خاطر تکه‌های «امضا» موهای بلوند سفید شده‌اش که پس از ترک آلمان به ایالات متحده از آن استفاده کرد، شناخته شد. این کار به پیشنهاد مادرش بود که فکر می‌کرد به مردم کمک می‌کند تا او را در انظار عمومی بشناسند.
شرودر یک مسلمان است. قبل از بازی و قبل از خواب نماز می‌خواند. شرودر یک تیتتال است و هرگز در زندگی اش الکل مصرف نکرده است.
شرودر به دلیل وجود پروتکل‌های کووید ۱۹ در دو موقعیت مختلف بازی‌ها را از دست داد. در ماه مه ۲۰۲۱، او گفت که تنها بازیکن لیکرز است که در برابر این بیماری واکسینه نشده است.